# Prefectura de Tochigi
La prefectura de Tochigi (栃木県 Tochigi-ken?) está ubicada en la región de Kantō sobre la isla de Honshū en Japón. La capital es la ciudad de Utsunomiya. Entre sus atractivos turísticos se encuentra Twin Ring Motegi, un autódromo que se usa en campeonatos internacionales y el conjunto de templos y santuarios de Nikkō, que fue inscrito por la Unesco como Patrimonio de la Humanidad en 1999.
Otros lugares famosos de Tochigi, incluyen una región llamada Nasu conocida por sus onsen y por sus estaciones turísticas de sake y de esquí. También, la familia imperial tiene una Villa en Nasu.

## Geografía

### Ciudades
| - Ashikaga - Kanuma - Mōka - Nasukarasuyama - Nasushiobara | - Nikkō - Ōtawara - Oyama - Sakura - Sano | - Shimotsuke - Tochigi - Utsunomiya (capital) - Yaita |

### Distritos
- Haga
  - Haga
  - Ichikai
  - Mashiko
  - Motegi
- Kawachi
  - Kaminokawa
- Nasu
  - Nasu
  - Nakagawa
- Shimotsuga
  - Mibu
  - Nogi
- Shioya
  - Shioya
  - Takanezawa